# Rábakecöl
Rábakecöl es un pueblo húngaro perteneciente al distrito de Kapuvár en el condado de Győr-Moson-Sopron, con una población en 2013 de 683 habitantes.
Se conoce su existencia desde la Edad Media. En 1276, Ladislao IV dio la localidad a la familia noble Osl. Posteriormente la localidad estuvo en manos de las casas nobles de Kanizsai y Esterházy. Entre 1880 y 1920, el pueblo fue destruido varias veces por incendios. Actualmente es una pequeña localidad donde casi todos los habitantes son magiares católicos.
Se ubica en el extremo meridional del distrito, junto al límite con el condado de Vas marcado por el río Raba.